# Wild Peach Village
Wild Peach Village é uma Região censo-designada localizada no estado norte-americano do Texas, no Condado de Brazoria.

## Demografia
Segundo o censo norte-americano de 2000, a sua população era de 2498 habitantes.

## Geografia
De acordo com o United States Census Bureau tem uma área de
26,0 km², dos quais 26,0 km² cobertos por terra e 0,0 km² cobertos por água.

## Localidades na vizinhança
O diagrama seguinte representa as localidades num raio de 20 km ao redor de Wild Peach Village.